# 도르래

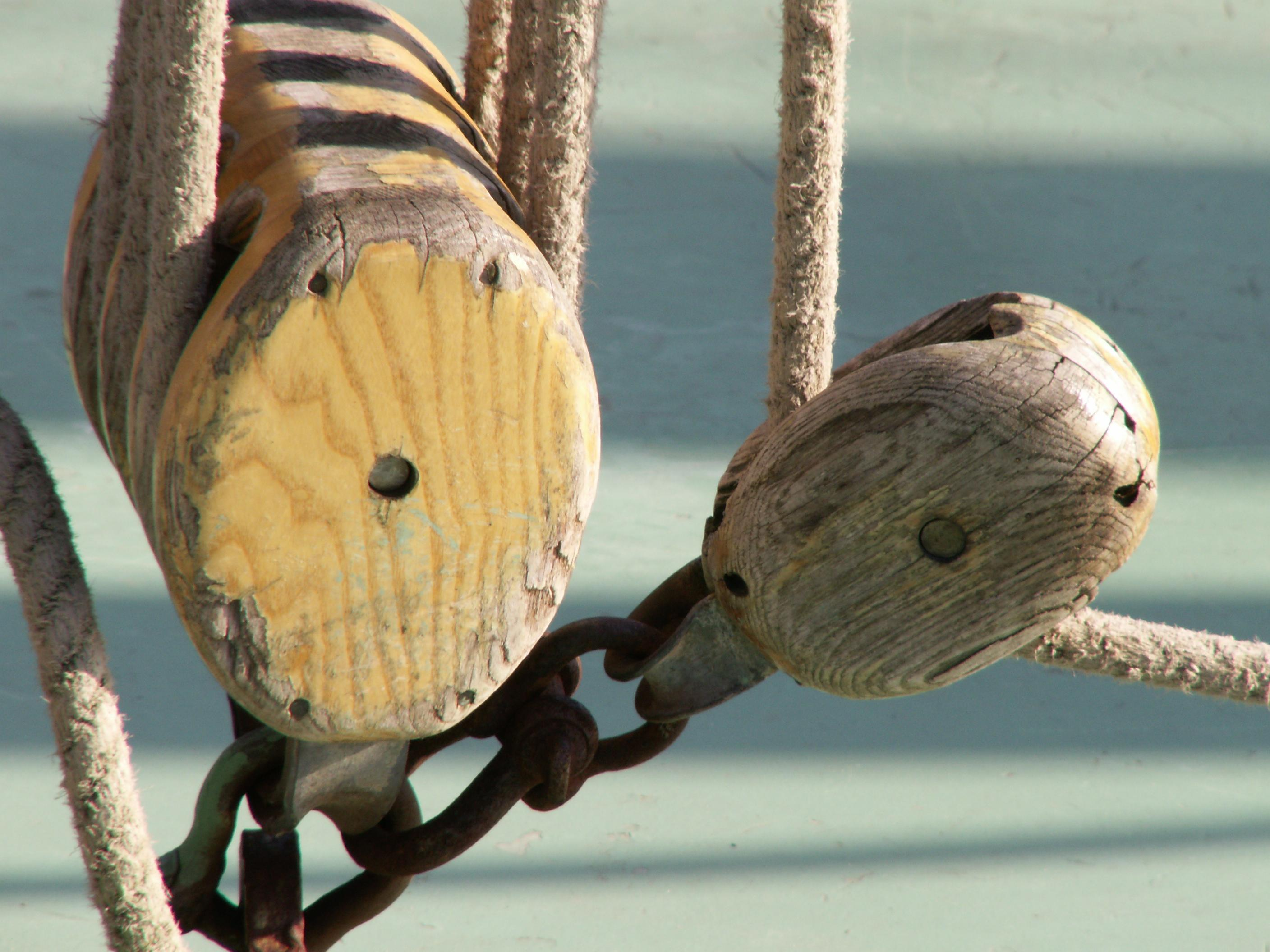
범선에 사용된 도르래

도르래(영어: pulley) 또는 활차(滑車)는 홈이 파인 바퀴에 밧줄이나 사슬을 걸어 물건을 움직이는 장치이다. 도르래는 힘의 작용 방향을 바꾸거나 보다 적은 힘으로 물체를 이동시키기 위해 사용되고, 활차라고도 한다.
두레박·기중기 등에 쓰이며 고정 도르래와 움직 도르래가 있다. 고정 도르래는 고정된 축에 홈이 파인 바퀴가 달려 있는 것으로, 바퀴에 걸린 줄에 짐을 묶고 줄의 다른쪽 끝을 잡아당기면 쉽게 들어올릴 수 있다. 힘을 줄여 주는 것과 같은 기계적 이득은 없지만 방향을 바꿀 수는 있다. 움푹 파인 곳에 짐이 있거나 바닥이 미끄러울 때 유용하다. 반면 움직 도르래는 지지대를 통해 힘을 절반으로 줄일 수 있다. 그러나 도르래를 사용하지 않아도 지레나 빗면을 이용해도 쉽게 들어올리고 위로 올릴수 있다.
한마디로 도르래가 아니어도 힘을 줄여주는 도구가 있다.

## 종류
도르래는 크게 고정 도르래와 움직 도르래로 나뉜다.

## 도르래의 작용과 일
움직 도르래는 절반의 힘으로 물체를 이동할 수 있게 해 주지만 고정 도르래로 움직일 수 있는 만큼 물체를 이동하려면 그보다 두 배의 길이만큼 줄을 잡아당겨야 한다. 결국 힘은 절반이 들지만 움직이는 거리는 두 배가 되어 전체적으로 하게 되는 일의 양은 같아진다.
물론 물리학적인 일의 양이 같다는 것은 도르래의 무게와 마찰력을 무시함을 전제로 한 것이며 실제로는 일의 양에서 차이가 생긴다.

그림 1 - 도르래에서의 힘의 균형: 도르래 축에 걸린 힘 F와 줄의 양쪽 끝에 걸린 힘의 합이 같을 때 도르래는 평형상태(일정한 위치에서 움직이지 않는다)가 된다. 이러한 평형상태에서는 줄에 걸린 장력이 동등하게 되므로 줄의 양쪽 끝에 걸린 힘은 같게 되고 따라서 한쪽 줄의 끝에 걸리는 힘은 F/2이 된다.
그림 2 - 단순 움직 도르래: 한 개의 움직 도르래를 사용하여 줄의 한 쪽 끝을 벽에 단단히 고정한다면 도르래의 축에 걸린 힘 F에 비해 절반의 힘인 F/2의 힘 만으로 평형상태에 이를 수 있어 보다 적은 힘으로 물체를 이동할 수 있게 해 준다.
그림 2-1 - 단순 복합 도르래. 여기서 힘의 평형상태에 도달하는 데 드는 힘은 '그림 2'의 단순 움직 도르래와 같이 F/2이지만 고정 도르래를 사용하여 아래쪽으로 잡아당겨 작업할 수 있도록 해 준다.
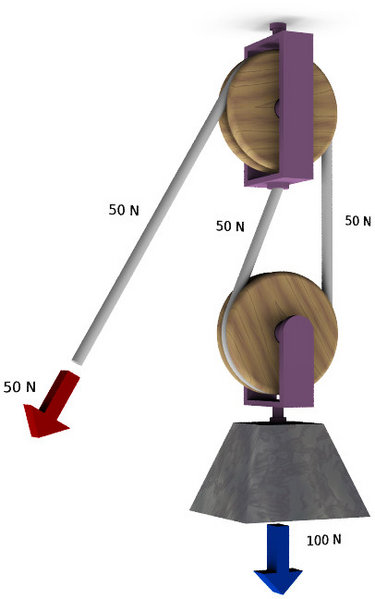
'그림 2-1'의 원리를 이용한 도르래의 실제 모양이다.

보다 복잡한 복합 도르래를 사용하면 더 적은 힘으로 물체를 움직일 수 있다.

그림 3: 위와 같이 줄의 한쪽 끝을 물체와 연결하면 힘의 평형을 이루기 위해 드는 힘은 F/3이 된다.
그림 3-1: 단순 움직 도르래의 경우와 같이 고정 도르래를 함께 사용하여 힘의 방향을 바꿀 수 있다.
그림 4-1: 그림과 같이 여러 개의 움직 도르래를 사용하면 더욱 적은 힘으로 물체를 움직일 수 있을 것이다. 이 그림의 경우 힘의 평형에 이르기 위해 드는 힘은 F/4이다.
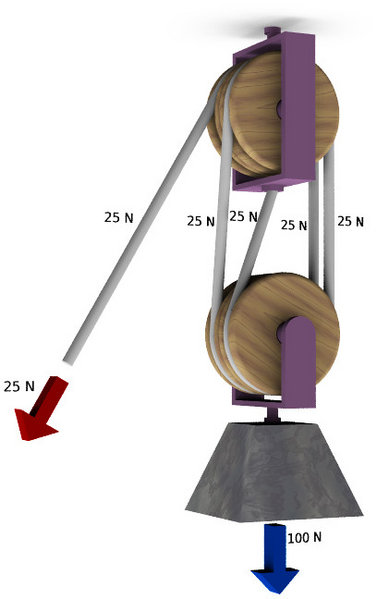
그림 4-2: 실제 사용되는 복합 도르래의 모습이다.

아래의 그림은 움직 도르래의 수와 같은 무게의 물체를 들어올리는 데 드는 힘의 관계를 정리한 것이다. 움직 도르래의 수가 늘어날수록 같은 무게의 물체를 들어올리는 데 필요한 힘의 크기는 작아진다.

움직 도르래의 수와 물체를 들어올리는 힘의 관계

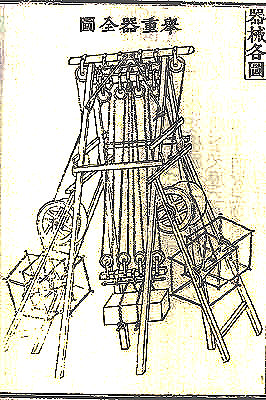
화성성역의궤에 실린 거중기

## 거중기
거중기는 수원 화성을 쌓기 위해서 정약용이 고안한 복합 도르래이다.

## 같이 보기
- 호이스트
- 얼레

## 참고 문헌
- 이 문서에는 다음커뮤니케이션(현 카카오)에서 GFDL 또는 CC-SA 라이선스로 배포한 글로벌 세계대백과사전의 내용을 기초로 작성된 글이 포함되어 있습니다.